# Україна на пісенному конкурсі Євробачення 2016
Україна взяла участь у 61-му пісенному конкурсі Євробачення, що відбувся 2016 року в Стокгольмі, Швеція. Україна повернулась на Пісенний конкурс Євробачення після того, як у 2015 році у зв'язку зі складною ситуацією в країні та переходом на суспільне мовлення, не брала участь у конкурсі. Національна суспільна телерадіокомпанія України провела національний відбір спільно з українським телеканалом «СТБ», за підсумками якого Україну на пісенному конкурсі представила співачка Джамала з піснею «1944».
У фіналі конкурсу у Стокгольмі Джамала з 534 балами стала переможницею.

## Національний відбір
Національний відбір України на 61-й пісенний конкурс Євробачення, що відбувся в Стокгольмі (Швеція), вперше провели «НТКУ» спільно з телеканалом «СТБ», який взяв на себе проведення всеукраїнських кастингів, постановки номерів усім учасникам фіналу відбору, проведення прямих ефірів, а також фінансові витрати, пов'язані з організацією поїздки фіналіста на конкурс. Всеукраїнські кастинги учасників національного відбору проводили із 5 до 20 грудня 2015 року в Запоріжжі, Харкові, Одесі, Львові, Дніпрі та Києві. Пряма трансляція національного відбору відбулась на телеканалах «Перший» та «СТБ».

### Формат
Усеукраїнський попередній відбір провели в період із 19 листопада 2015 до 20 січня 2016 року. Взяти участь у всеукраїнському попередньому відборі можна було надіславши заявку на участь за формою, яку наведено на сайтах телеканалу «СТБ» та «НТКУ», або прийшовши до місця проведення відбору в одному з шести міст України.
- 5, 6 грудня 2015: Запоріжжя (готель «Інтурист») та Харків (готель «Харків»)
- 12, 13 грудня 2015: Одеса (ГК «Одеса») та Львів (готель «Дністер»)
- 19, 20 грудня 2015: Дніпро (центр конференцій «Parle») та Київ (телеканал «СТБ»)

Кількість учасників, що пройшли до другого етапу відбору визначив телеканал «СТБ» за участі представника «НТКУ». Список переможців першого етапу було опубліковано 26 січня 2016 року на сайтах телеканалів. 27 січня відбулось жеребкування, де визначили учасників першого та другого півфіналів.
| Півфіналісти | Півфіналісти              | Півфіналісти    | Півфіналісти      | Півфіналісти   | Півфіналісти                                                      |
| №            | Виконавці                 | Пісня           | Переклад          | Мова           | Автори                                                            |
| ------------ | ------------------------- | --------------- | ----------------- | -------------- | ----------------------------------------------------------------- |
| 1            | Джамала                   | «1944»          | -                 | (англ.)(крим.) | Сусана Джамаладинова, Арт Антонян, Армен Костандян, Євген Філатов |
| 2            | «The Hardkiss»            | «Helpless»      | Безпорадний       | (англ.)(укр.)  | Юлія Саніна, Валерій Бебко                                        |
| 3            | «SunSay»                  | «Love Manifest» | Любовне звернення | (англ.)        | Андрій Запорожець, Євген Філатов                                  |
| 4            | «Pur:Pur»                 | «We Do Change»  | Ми змінюємось     | (англ.)        | Наталія Сміріна, Євген Жебко                                      |
| 5            | «НеАнгели»                | «Higher»        | Вище              | (англ.)        | Александр Бард, Андреас Егрн, Кріс Вагле                          |
| 6            | «Brunettes Shoot Blondes» | «Every Monday»  | Щопонеділка       | (англ.)        | Андрій Ковальов                                                   |
| 7            | Світлана Тарабарова       | «Ніколи знову»  | -                 | (укр.)(англ.)  | Світлана Тарабарова                                               |
| 8            | Аркадій Войтюк            | «Все в тобі»    | -                 | (укр.)         | Аркадій Войтюк                                                    |
| 9            | «Pringlez»                | «Easy to Love»  | Легко кохати      | (англ.)        | Анна Корсун                                                       |
| 10           | Аіда Ніколайчук           | «Inner Power»   | Внутрішня сила    | (англ.)        | Олена Мельник, Євген Матюшенко                                    |
| 11           | ALLOISE                   | «Crown»         | Корона            | (англ.)        | Алла Московка, Олексій Лаптєв                                     |
| 12           | Владислав Курасов         | «I'm Insane»    | Я божевільний     | (англ.)        | Владислав Курасов, Наталія Ростова                                |
| 13           | Анастасія Приходько       | «I Am Free Now» | Тепер я вільна    | (англ.)        | Шушан Саргсян, Микола Бровченко                                   |
| 14           | Тоня Матвієнко            | «Tin Whistle»   | Свистулька        | (англ.)        | Антоніна Матвієнко, Марія Гедройц                                 |
| 15           | Вікторія Петрик           | «Overload»      | Перевантаження    | (англ.)        | Ільва та Лінда Перссон, Niclas Haglund, Вільям Тейлор             |
| 16           | «Peaks of Kings»          | «Last Hope»     | Остання надія     | (англ.)        | Валентин Пік                                                      |
| 17           | «Japanda»                 | «Anime»         | Аніме             | (англ.)        | Аліса Космос                                                      |
| 18           | Лавіка                    | «Hold Me»       | Тримай мене       | (англ.)        | Іван Данченко, Любов Юнак, Фредді Ньютон                          |

#### Повернення
Наступні виконавці брали участь у відборі раніше:
| Виконавці       | Рік  | Пісня          | Місце     |
| --------------- | ---- | -------------- | --------- |
| Джамала         | 2011 | Smile          | 3 (фінал) |
| «НеАнгели»      | 2007 | Я знаю, это ты | 5 (фінал) |
| «НеАнгели»      | 2014 | Courageous     | 5 (фінал) |
| Аіда Ніколайчук | 2014 | Eternity       | Півфінал  |
| ALLOISE         | 2014 | Simple Things  | Півфінал  |
| Вікторія Петрик | 2014 | Love Is Lord   | 2 (фінал) |

Лінії для голосування в кожному з півфіналів та фіналі було відкрито після виступу останнього учасника. За результатами голосування за допомогою повідомлень учасники отримали бали від 1 до 9 (від 1 до 6 у фіналі), де 9 (6 у фіналі) — найбільший бал. Також кожен півфіналіст отримав бали від 1 до 9 (від 1 до 6 у фіналі), де 9 (6 у фіналі) — найбільший бал, від суддів національного відбору — Андрія Данилка, Костянтина Меладзе, Руслани Лижичко, які виставляли їх колегіально.

### Перший півфінал
Перший півфінал провели 6 лютого 2016 року в місті Гостомелі, Україна. За результатами голосування, у якому взяли участь 160 тисяч громадян України, до фіналу вийшли співачка Джамала та гурти «The Hardkiss» і «Brunettes Shoot Blondes». Представник Білорусі на пісенному конкурсі Євробачення 2016 — Ivan — виступив із піснею «Help You Fly» як запрошений гість. 
| Перший півфінал — 6 лютого 2016 | Перший півфінал — 6 лютого 2016 | Перший півфінал — 6 лютого 2016 | Перший півфінал — 6 лютого 2016 | Перший півфінал — 6 лютого 2016 | Перший півфінал — 6 лютого 2016 | Перший півфінал — 6 лютого 2016 | Перший півфінал — 6 лютого 2016 |
| №                               | Виконавець                      | Пісня                           | Судді                           | Глядачі                         | Глядачі                         | Підсумок                        | Місце                           |
| №                               | Виконавець                      | Пісня                           | Судді                           | Відсотки                        | Очки                            | Підсумок                        | Місце                           |
| ------------------------------- | ------------------------------- | ------------------------------- | ------------------------------- | ------------------------------- | ------------------------------- | ------------------------------- | ------------------------------- |
| 1                               | Анастасія Приходько             | «I Am Free Now»                 | 4                               | 2,89 %                          | 3                               | 7                               | 7-ме                            |
| 2                               | «The Hardkiss»                  | «Helpless»                      | 7а                              | 16,03 %                         | 8                               | 15                              | 2-ге                            |
| 3                               | Тоня Матвієнко                  | «Tin Whistle»                   | 5                               | 2,83 %                          | 2                               | 7                               | 8-ме                            |
| 4                               | Владислав Курасов               | «I'm Insane»                    | 3                               | 3,91%                           | 4                               | 7                               | 6-те                            |
| 5                               | Лавіка                          | «Hold Me»                       | 1                               | 0,73 %                          | 1                               | 2                               | 9-те                            |
| 6                               | Джамала                         | «1944»                          | 9                               | 49,22 %                         | 9                               | 18                              | 1-ше                            |
| 7                               | Аіда Ніколайчук                 | «Inner Power»                   | 2                               | 10,41 %                         | 7                               | 9                               | 5-те                            |
| 8                               | Світлана Тарабарова             | «Ніколи знову»                  | 6а                              | 7,24 %                          | 6                               | 12                              | 4-те                            |
| 9                               | «Brunettes Shoot Blondes»       | «Every Monday»                  | 8б                              | 6,74 %                          | 5                               | 13                              | 3-тє                            |

НОТАТКИ:
а. ↑  Світлана Тарабарова та гурт «The Hardkiss» отримали від суддів рівну кількість балів. У підсумку судді, з різницею в один бал, віддали перевагу гурту «The Hardkiss».
б. ↑  Руслана Лижичко — 4, Андрій Данилко — 9.

### Другий півфінал
Другий півфінал провели 13 лютого 2016 року в місті Гостомелі, Україна. За результатами голосування, у якому взяли участь 139 тисяч громадян України, до фіналу вийшли гурти «SunSay», «НеАнгели» та «Pur:Pur». Представниця Іспанії на пісенному конкурсі Євробаченні 2016 — Барей — виступила з піснею «Say Yay!» як запрошена гостя. 
| Другий півфінал — 13 лютого 2016 | Другий півфінал — 13 лютого 2016 | Другий півфінал — 13 лютого 2016 | Другий півфінал — 13 лютого 2016 | Другий півфінал — 13 лютого 2016 | Другий півфінал — 13 лютого 2016 | Другий півфінал — 13 лютого 2016 | Другий півфінал — 13 лютого 2016 | Другий півфінал — 13 лютого 2016 |
| №                                | Виконавець                       | Пісня                            | Судді                            | Глядачі                          | Глядачі                          | Підсумок                         | Місце                            |                                  |
| №                                | Виконавець                       | Пісня                            | Судді                            | Відсотки                         | Очки                             | Підсумок                         | Місце                            |                                  |
| -------------------------------- | -------------------------------- | -------------------------------- | -------------------------------- | -------------------------------- | -------------------------------- | -------------------------------- | -------------------------------- | -------------------------------- |
| 1                                | Аркадій Войтюк                   | «Все тобі»                       | 4                                | 5,34 %                           | 6                                | 10                               | 4-те                             |                                  |
| 2                                | ALLOISE                          | «Crown»                          | 6                                | 1,95 %                           | 2                                | 8                                | 6-те                             |                                  |
| 3                                | «Japanda»                        | «Anime»                          | 1                                | 1,47 %                           | 1                                | 2                                | 9-те                             |                                  |
| 4                                | «НеАнгели»                       | «Higher»                         | 7                                | 14,69 %                          | 8                                | 15                               | 2-ге                             |                                  |
| 5                                | «Pur:Pur»                        | «We Do Change»                   | 8                                | 10,19 %                          | 7                                | 15                               | 3-тє                             |                                  |
| 6                                | «Peaks of Kings»                 | «Last Hope»                      | 3                                | 3,38 %                           | 3                                | 6                                | 8-ме                             |                                  |
| 7                                | Вікторія Петрик                  | «Overload»                       | 2                                | 4,64 %                           | 4                                | 6                                | 7-ме                             |                                  |
| 8                                | «Pringlez»                       | «Easy to Love»                   | 5                                | 5,30 %                           | 5                                | 10                               | 5-те                             |                                  |
| 9                                | «SunSay»                         | «Love Manifest»                  | 9                                | 53,03 %                          | 9                                | 18                               | 1-ше                             |                                  |

### Фінал
Фінал провели 21 лютого 2016, у місті Гостомелі, Україна. За результатами голосування, у якому від глядачів було отримано 382 тисячі 602 голоси, Україну на пісенному конкурсі представить співачка Джамала з піснею «1944». Представник Ірландії на пісенному конкурсі Євробаченні 2016 — Ніккі Бірн — виступив із піснею «Sunlight» як запрошений гість.
| Фінал — 21 лютого 2016 | Фінал — 21 лютого 2016    | Фінал — 21 лютого 2016 | Фінал — 21 лютого 2016 | Фінал — 21 лютого 2016 | Фінал — 21 лютого 2016 | Фінал — 21 лютого 2016 | Фінал — 21 лютого 2016 |
| №                      | Виконавець                | Пісня                  | Судді                  | Глядачі                | Глядачі                | Підсумок               | Місце                  |
| №                      | Виконавець                | Пісня                  | Судді                  | Відсотки               | Очки                   | Підсумок               | Місце                  |
| ---------------------- | ------------------------- | ---------------------- | ---------------------- | ---------------------- | ---------------------- | ---------------------- | ---------------------- |
| 1                      | «Brunettes Shoot Blondes» | «Every Monday»         | 1                      | 3,4 %                  | 1                      | 2                      | 6                      |
| 2                      | «НеАнгели»                | «Higher»               | 3а                     | 5,94 %                 | 2                      | 5                      | 5                      |
| 3                      | «The Hardkiss»            | «Helpless»             | 6                      | 21,11 %                | 5                      | 11                     | 2                      |
| 4                      | Джамала                   | «1944»                 | 5б                     | 37,77 %                | 6                      | 11                     | 1                      |
| 5                      | «SunSay»                  | «Love Manifest»        | 4в                     | 18,2 %                 | 4                      | 8                      | 3                      |
| 6                      | «Pur:Pur»                 | «We Do Change»         | 2г                     | 13,58 %                | 3                      | 5                      | 4                      |

НОТАТКИ:
а. ↑  Андрій Данилко — 6.
б. ↑  Костянтин Меладзе — 3, Руслана Лижичко — 6, Андрій Данилко — 4.
в. ↑  Костянтин Меладзе — 6, Андрій Данилко — 1.
г. ↑  Костянтин Меладзе, Руслана Лижичко — 4.

## На Євробаченні

Бали журі віддані Україні у фіналі Євробачення 2016

Бали глядачів віддані Україні у фіналі Євробачення 2016

25 січня 2016 у Стокгольмській ратуші відбулось жеребкування на конкурс, згідно з яким представник України вийде на сцену конкурсу в другій половині другого півфіналу. 12 травня Джамала виступила в другому півфіналі 14 за ліком, і за результатами голосування потрапила до фіналу, у якому здобула перемогу.

### Журі від України
Наступні п'ять осіб входили до журі пісенного конкурсу від України:
- Марія Бурмака
- Валентин Коваль
- Олександр Ксенофонтов
- Валерія Чачібая
- Андрій Якименко

#### Коментатор балів
2016 став  шоумен і співак пісенного конкурсу Євробачення 2007 Вєрка Сердючка разом  Інною Белоконь . Озвучив 12 балів від журі які віддали найвищій бал Литві. 